# Маргарин
Маргари́н (стара назва олеомаргарин) — харчовий жир; високодисперсна жироводяна система, до складу якої входять харчові жири, молоко, сіль, цукор, емульгатори, інші компоненти. Основою маргаринів служать гідрогенізовані рослинні олії та/або рідкі жири риб і тварин (саломаси). З точки зору споживача, маргарин може розглядатися як ерзац вершкового масла.

## Етимологія
Запозичення з французької мови. Французьке margarine "хімічна речовина, що міститься в жирах" утворене в 1836 році французьким хіміком М.-Е.Шеврелем від margarique "маргаринова (кислота)", що походить від грецького μαργαρον "перлина, перламутр" (за кольором кислоти).

## Виготовлення
Виготовляється твердим і рідким.
При виготовленні маргарину на саломасах останню емульгують у молоці, в якому почалось молочнокисле бродіння під дією бактерій Bacillus aidi levolactiti. В утворену емульсію додають барвники (яєчний жовток або каротини), ароматизатор для створення запаху вершкового масла — бутандіон, антиоксиданти (2-трет-бутил-4-метоксифенол), природні поверхнево-активні речовини: вітамін D, сіль, цукор, лецитин тощо. При зміні умов гідрування отримують не повністю гідровані олії, а з такої саломаси — м'які сорти маргаринів.
З метою зниження вмісту трансізомерів жирних кислот у маргаринах, гідрогенізовані жири замінюють на композиції переетерифікованих і модифікованих жирів. Маргарини також виготовляють на продуктах фракціонування пальмової олії – пальмовому олеїні і пальмовому стеарині, використовується кокосова олія, створено жирові основи для виробництва маргарину, які містять рідкі купажовані олії.

## Застосування
Маргарин вживають безпосередньо в їжу, а також для приготування кулінарних і хлібобулочних виробів.
За калорійністю маргарин не поступається вершковому маслу, а за деякими показниками має переваги.
Він містить багато жирних кислот, які вводять в нього додаванням рослинної олії; температура плавлення маргарину 27-34°С, що сприяє його засвоюванню організмом; нестачу вітамінів покривають штучною вітамінізацією продукту.
У маргарині міститься до 82 % жиру та до 17 % вологи.
Засвоюваність організмом сягає 97,5 %.
Див. також: Вплив гідрогенізованих жирів

## Шкода здоров'ю
Маргарин посідає п'яте місце у рейтингу шкідливих продуктів завдяки вмісту канцерогенних транс-жирів.

## Маргарин в культурі
Про маргарин на українській кіностудії «Київнаукфільм» створено документальну стрічку «Маргарин» (1971, Диплом Всесоюзного фестивалю рекламних фільмів).

## Деякі нормативно-технічні документи в Україні
- ДСТУ 4463:2005 Маргарини, жири кондитерські та для молочної промисловості. Правила приймання та методи випробування
- ДСТУ 3001:2008 Маргарини та маргаринова продукція. Терміни та визначення